# Marcel Fischbach
Marcel Fischbach (Hollerich, 22 d'agost de 1914 – Dommeldange, 27 de juny de 1980) fou un polític, periodista i diplomàtic luxemburguès. Va ser ministre de Defensa en el segon gabinet de Pierre Werner.
Des de 1939, va escriure pel diari d'Wort. Després de la segona guerra mundial, Fischbach va ser membre tant de la Cambra de Diputats (1945 – 1958 i 1959 – 1964) com de l'Ajuntament de la Ciutat de Luxemburg (1945 – 1964). El 15 de juliol de 1964 va esdevenir ministre de Defensa de Luxemburg. Durant aquest temps, Fischbach va ser responsable de la reducció del servei nacional de nou mesos a sis. Tanmateix, a finals de 1966 es va produir una crisi política sobre la transformació final de l'Exèrcit de Luxemburg en una força militar de voluntaris, a causa de la qual Fischbach va dimitir i es va retirar de la política el 3 de gener de 1967.
Després que la seva dimissió, Fischbach va esdevenir un alt càrrec diplomàtic, com a ambaixador a Àustria (1967 – 1973), a Bèlgica (1973 – 1977) i a Alemanya (1977 – 1979). El seu fill, Marc Fischbach, també seria ministre de Defensa (1984 – 1989).